# Karl Heinz Roth
Karl Heinz Roth (né le 27 mai 1942 à Wertheim) est un historien, chercheur en sciences sociales.

## Biographie
Il est le fils d'un policier et d'une couturière. Après son abitur en 1961, il s'engage dans la Bundeswehr mais est rétrogradé dans un service de santé. Il suit des études de médecine à Würzburg et Cologne et participe aux manifestations étudiantes contre l'état d'urgence en Allemagne et la guerre du Viêt Nam. Il intègre le bureau national de l'Union socialiste allemande des étudiants (SDS). Il devient urgentiste dans l'usine Ford de Cologne. En 1967, il poursuit ses études et son engagement à Hambourg où il fait l'objet d'un mandat d'arrêt et s'enfuit. Le 5 novembre 1969, il se rend lui-même à la justice, mais passe douze heures en cellule avant d'être amnistié. Il se rend en Jordanie en 1970 comme médecin humanitaire durant le Septembre noir.
Après l'effondrement du SDS, Roth s'engage dans l'internationalisme avec l'ASta (de) et le "groupe Trikont (de)". Au sein de ce dernier, il fait partie de ceux qui créent le "Front Prolétarien" inspirés par le parti opéraïste italien Potere operaio. Il crée la revue Autonomie et travaille dans un hôpital de Cologne.
Un incident se produit le 9 mai 1975 lorsque Roth, de retour en Allemagne, se fait contrôler par la police à Cologne, en compagnie de Werner Sauber, un membre du Mouvement du 2-Juin. Une fusillade se produit dans laquelle meurent Sauber et deux policiers. Roth est grièvement blessé puis est inculpé d'homicide et acquitté en 1977.
Après son rétablissement, il s'installe comme médecin à Hambourg. Politiquement, il se rapproche de mouvements anarchistes. Il publie des livres sur l'histoire sociale du nazisme, en particulier les crimes, notamment dans le domaine médical, ainsi que sur le mouvement ouvrier allemand.
Au milieu des années 1980, Roth publie les rapports du gouvernement militaire américain en Allemagne sur la Deutsche Bank, la Dresdner Bank et IG Farben. En 1986, il crée la revue 1989 dont il devient le rédacteur en chef. La même année, il obtient un doctorat avec une thèse sur la propagande et l'élimination des malades mentaux et des personnes handicapées du Troisième Reich. En 1992, il publie avec Angelika Ebbinghaus (de) un livre sur Theodor Schieder traitant de la relation entre les historiens et le nazisme.
En avril 2005, il participe au cinquième anniversaire d'Attac en Allemagne.

## Œuvre (sélection)
- Avec Eckard Kanzow: Unwissen als Ohnmacht. Zum Wechselspiel von Kapital und Wissenschaft. Voltaire Verlag, Berlin 1970
- Avec Nicolaus Neumann, Hajo Leib: Invasionsziel DDR. Psychologische Kampfführung. Vom Kalten Krieg zur Neuen Ostpolitik. Konkret-Buchverlag, Hamburg 1971
- Die „andere“ Arbeiterbewegung und die Entwicklung der kapitalistischen Repression von 1880 bis zur Gegenwart; Ein Beitr. zum Neuverständnis d. Klassengeschichte in Deutschland. Avec ausführl. Dokumentation zu Aufstandsbekämpfung, Werkschutz u.a., 2. Auflage, Trikont-Verlag, München 1976,  (ISBN 3-920385-55-1)
- Avec Angelika Ebbinghaus, Heidrun Kaupen-Haas (Hrsg): Heilen und Vernichten im Mustergau Hamburg - Bevölkerungs- und Gesundheitspolitik im Dritten Reich. Neuer Konkret Verlag, Hamburg 1984.
- Avec Götz Aly: Die restlose Erfassung. Volkszählen, Identifizieren, Aussondern im Nationalsozialismus. Rotbuch Verlag Berlin 1984, überarbeitete Neuauflage Fischer (Tb.), Frankfurt 2000,  (ISBN 3-596-14767-0)
- Avec Michael Schmid (Hrsg.): Die Daimler-Benz AG 1916–1948. Schlüsseldokumente zur Konzerngeschichte, Nördlingen 1987
- Avec Angelina Sörgel, Frieder Otto Wolf, Hermannus Pfeiffer, Klaus Milke, Gisela Rubbert (Hrsg.): Macht ohne Kontrolle. Berichte über die Geschäfte der Deutschen Bank. Schmetterling Verlag, Stuttgart 1990
- Intelligenz und Sozialpolitik im "Dritten Reich". Eine methodisch-historische Studie am Beispiel des Arbeitswissenschaftlichen Instituts der Deutschen Arbeitsfront, München [u.a.]: Saur 1993
- Auf dem Glatteis des neuen Zeitalters – Die Krise, das Proletariat und die Linke. In: Res Strehle u. a.: Krise – welche Krise? Hrsg. von der IG Rote Fabrik/Zürich. 1. Auflage, Édition ID-Archiv, Berlin/Amsterdam 1995 (online).
- Frombeloff (Hg.): ... und es begann die Zeit der Autonomie. Politische Texte von Karl Heinz Roth, Hamburg 1993.  (ISBN 3-922611-42-7)
- Geschichtsrevisionismus. Die Wiedergeburt der Totalitarismustheorie. KVV Konkret, Hamburg 1999,  (ISBN 3-930786-20-6).
- Anschließen, angleichen, abwickeln. Die westdeutschen Planungen zur Übernahme der DDR 1952 bis 1990. Konkret Literatur Verlag, Hamburg 2000,  (ISBN 3-930786-27-3)
- Avec Werner Röhr et Brigitte Berlekamp (Hrsg.): Der Krieg vor dem Krieg. Politik und Ökonomik der »friedlichen« Aggressionen Deutschlands 1938/39. VSA-Verlag 2001,  (ISBN 3-87975-837-9)
- Avec Arno Klönne et Karl A. Otto (Hrsg.): Fluchtpunkte. Das soziale Gedächtnis der Arbeiterbewegung. VSA-Verlag 2003,  (ISBN 3-89965-039-5)
- Avec Angelika Ebbinghaus (Hrsg.): Rote Kapellen – Kreisauer Kreise – Schwarze Kapellen. Neue Sichtweisen auf den Widerstand gegen die NS-Diktatur 1938-1945. VSA-Verlag 2004,  (ISBN 3-89965-087-5)
- Der Sozialkahlschlag: Perspektiven von oben – Gegenperspektiven von unten. In: Engelke, Klein, Wilk (Hrsg.): "Soziale Bewegungen im globalisierten Kapitalismus" Trotzdem Verlag, Frankfurt 2005,  (ISBN 3-931786-22-6).
- Die Intelligenz und die „soziale Frage“ – Aus heutiger Sicht, in: grundrisse.zeitschrift für linke theorie & debatte, nr. 18/2006
- Avec Marcel van der Linden (Hrsg.) unter Mitarb. v. Max Henninger: Über Marx hinaus. Arbeitsgeschichte und Arbeitsbegriff in der Konfrontation Avec den globalen Arbeitsverhältnissen des 21. Jahrhunderts. Berlin und Hamburg: Assoziation A 2009.  (ISBN 978-3-935936-80-4)
- Die globale Krise. Globale Krise-Globale Proletarisierung-Gegenperspektiven 1 VSA Verlag, Hamburg 2010.  (ISBN 9783899653632). Rezension bei HSozKult
- Avec Jan-Peter Abraham: Reemtsma auf der Krim: Tabakproduktion und Zwangsarbeit unter der deutschen Besatzungsherrschaft 1941-1944, Édition Nautilus, Hamburg 2011,  (ISBN 978-3-89401-745-3)
- Avec Zissis Papadimitriou: Die Katastrophe verhindern. Manifest für ein egalitäres Europa. Édition Nautilus, Hamburg 2013.  (ISBN 978-3-89401-785-9)

### Édition en français
- L'Autre mouvement ouvrier en Allemagne : 1945-1978, trad. par Serge Cosseron, préface de Yann Moulier, Éd. C. Bourgeois, 1979.